# Nacho Azofra
Ignacio Azofra de la Cuesta, detto Nacho (Madrid, 23 luglio 1969), è un ex cestista spagnolo.

## Carriera
Con la Spagna ha disputato i Campionati europei del 1993 e i Campionati mondiali del 1998.

## Palmarès
- Copa del Rey: 2

Estudiantes Madrid: 1992, 2000